# Primarias presidenciales republicanas de Texas de 2024
Las primarias presidenciales republicanas de Texas de 2024 se celebraron el 5 de marzo de dicho año, como parte de las primarias del Partido Republicano para las elecciones presidenciales de 2024.
Se asignaron 161 delegados a la Convención Nacional Republicana de 2024 según el criterio de “el ganador se lleva la mayoría”.

## Resultados
| Candidato                  | Votos     | %     | Delegados |
| -------------------------- | --------- | ----- | --------- |
| Donald Trump               | 1,808,269 | 77,84 | 161       |
| Nikki Haley                | 405,472   | 17,45 | -         |
| No comprometidos           | 45,568    | 1,96  | -         |
| Ron DeSantis (retirado)    | 36,302    | 1,56  | -         |
| Vivek Ramaswamy (retirado) | 10,582    | 0,46  | -         |
| Chris Christie (retirado)  | 8,938     | 0,38  | -         |
| Otros                      | 7,888     | 0,34  | -         |
|                            |           |       |           |
| Total                      | 2,323,019 | 100   | 161       |
|                            |           |       |           |
| Fuente:                    |           |       |           |